# Dvojnik (strip)
Dvojnik je 237. epizoda Zagora objavljena u Zlatnoj seriji #783 u izdanju Dnevnika iz Novog Sada. Na kioscima u bivšoj Jugoslaviji se premijerno pojavila u februaru 1986. godine. Koštala je 100 dinara (0,77 DEM; 0,32 $). Ovo je drugi deo duže epizode koja je započeta u ZS-782.

## Originalna epizoda
Ova epizoda objavljena je premijerno u Italiji u #237. u 1. aprila 1985. godine pod nazivom Zagor contro Zagor. Scenario je napisao Marčelo Toneli, a nacrtao Galijeno Feri.

## Kratak sadržaj
Ulazeći u podzemnu pećinu u kojoj se nalaze kosti predaka Kajova i dragocenosti s koji su sahranjeni, lažni Zagor otkriva svoje pravo lice. Radi se o Olafu Botegoski, Zagorovom dvojniku. Nakon što je onesposobio pratioce, beži sa blagom i sreće se sa prijateljima koji su vezali pravog Zagora. Olaf i prijatelji beže sa blagom, a Zagor i Zimska Zmija imaju težak zadatak da ih sustignu i povrate blago Kajova. Zagor saznaje da iza svega stoji kapetan Marej. On se vraća u Fort Farel da bi ga naterao da to prizna.
Kratak sadržaj prethodnog nastavka (Pećina mumija).
Nakon borbe sa komarcima, Zagor i Čiko dobijaju poziv da posete pukovnika Mejera, komandanta Fort Farela. Za večerom se upoznaju sa kapetanom Makrejom, koji ima ekstremne stavove povodom saživota belaca i Indijanaca. Zagor oštro kritikuje njegove ideje da Indijance treba što pre zbrisati sa lica zemlje, jer im belci ne mogu verovati. Nakon posete utvrđenju, Zagor i Čiko kreću ka logoru Kajova, gde ih očekuje Zimska Zmija. Zagoru je data posebna čast da bude zaštitnik podzemne grobnice Kajova koja je puna zlata i ostalih dragocenih metala. Zagor stiže u logor, a Kajove još uvek ne slute da to nije on.

## Likovi koji se ponovo pojavljuju
U ovoj epizodi ponovo se pojavljuje Zagorov dvojnik Olaf Botegoski (debitovao u epizodi Zagonetni dvojnik), te Zimska Zmija, poglavica Kajova, koji je debitovao u epizodi Zimska Zmija.

## Reprize u Srbiji
Veseli četvrtak je reprizirao ovu epizodu u novoj Zlatnoj seriji #38. pod nazivom Zagor protiv Zagora 19. maja 2022. godine.

## Prethodna i naredna epizoda Zlatne serije
Prethodna epizoda Zlatne serije o Zagoru  nosila je naziv Pećina mumija (#782), a naredna o Komandantu Marku Markovo venčanje (#784).